# The Dumb Die Fast, the Smart Die Slow
Pour plus de détails, voir Fiche technique et Distribution.
The Dumb Die Fast, the Smart Die Slow (กะโหลกบางตายช้า กะโหลกหนาตายก่อน, Ka lok bang dai sha, ka lok na dai korn, littéralement « les idiots meurent vite, les malins meurent lentement ») est un film thaïlandais réalisé par Manop Udomdej, sorti en 1991.

## Synopsis
L'histoire se déroule en 1983. Salak et Tuang sont des voleurs professionnels. Un jour, alors qu'ils tentent d'ouvrir un coffre-fort, ils sont surpris par les propriétaires. Tuang tue les propriétaires et s'enfuit. Salak se fait arrêter par la police mais il parvient à s'échapper. Salak se réfugie dans la région très rurale de Betong et refait sa vie sous la fausse identité de Charan : il travaille à la station service-garage du brave Boonpreng. Mais un jour la magnifique épouse du garagiste, Charang, découvre que Charan est en réalité un prisonnier en fuite. Elle l'oblige à ouvrir le coffre-fort de son mari mais la suite ne se passe pas comme prévu... 

## Fiche technique
- Titre : The Dumb Die Fast, the Smart Die Slow
- Titres alternatifs : กะโหลกบางตายช้า กะโหลกหนาตายก่อน (Ka lok bang dai sha, ka lok na dai korn)
- Scénario : Manop Udomdej
- Photographie : Sutas Indrenuphakorn
- Montage : Suraphong Phinitkar
- Pays :  Thaïlande
- Genre : Thriller
- Durée : 118 minutes
- Dates de sortie : 
  -  Thaïlande : 1991

## Distribution
- Surasak Wongthai[3] : Salak, le serrurier expert en coffre-fort (fausse identité : Charan)
- Kajonsak Rattananissai : Tuang, le voleur associé à Salak
- Manop Asawatap : Boonpreng, le brave garagiste
- Angkana Timdee : Chanang, la jolie épouse du garagiste